# Schietsport op de Olympische Zomerspelen 2012 – Skeet vrouwen
Het onderdeel skeet voor vrouwen op de Olympische Zomerspelen 2012 in Londen vond plaats op 29 juli 2012. Regerend olympisch kampioene was Chiara Cainero uit Italië.

## Records

### Kwalificatie
| Wereldrecord     | Kim Rhode      | 75 | Tucson | 25 maart 2012    |
| Olympisch record | Chiara Cainero | 72 | Peking | 10 augustus 2008 |

### Finale
| Wereldrecord     | Dana Barteková                             | 99 (74 + 25)              | Nicosia | 9 juli 2008      |
| Olympisch record | Chiara Cainero Kim Rhode Christine Brinker | 93 (72 + 21) 93 (70 + 23) | Peking  | 14 augustus 2008 |

## Uitslagen

### Kwalificatie
| Rang | Naam                    | Land             | 1  | 2  | 3  | Tiebreak | Totaal | Noten   |
| ---- | ----------------------- | ---------------- | -- | -- | -- | -------- | ------ | ------- |
| 1    | Kim Rhode               | Verenigde Staten | 25 | 25 | 24 |          | 74     | Q', OR' |
| 2    | Danka Barteková         | Slowakije        | 25 | 22 | 23 |          | 70     | Q       |
| 3    | Marina Belikova         | Rusland          | 24 | 23 | 22 |          | 69     | Q       |
| 4    | Wei Ning                | China            | 24 | 19 | 25 |          | 68     | Q       |
| 5    | Christine Wenzel        | Duitsland        | 22 | 23 | 23 |          | 68     | Q       |
| 6    | Chiara Cainero          | Italië           | 22 | 21 | 24 | 2        | 67     | Q       |
| 7    | Therese Lundqvist       | Zweden           | 22 | 22 | 23 | 1        | 67     |         |
| 8    | Francisca Crovetto      | Chili            | 22 | 22 | 22 |          | 66     |         |
| 9    | Angelina Michshuk       | Kazachstan       | 22 | 22 | 22 |          | 66     |         |
| 10   | Veronique Girardet      | Frankrijk        | 22 | 23 | 21 |          | 66     |         |
| 11   | Sutiya Jiewchaloemmit   | Thailand         | 20 | 23 | 22 |          | 65     |         |
| 12   | Lucia Liliana Mihalache | Roemenië         | 25 | 20 | 20 |          | 65     |         |
| 13   | Çiğdem Özyaman          | Turkije          | 23 | 20 | 20 |          | 63     |         |
| 14   | Elena Allen             | Groot-Brittannië | 20 | 20 | 20 |          | 60     |         |
| 15   | Lauryn Mark             | Australië        | 17 | 22 | 20 |          | 59     |         |
| 16   | Panagiota Andreou       | Cyprus           | 15 | 22 | 20 |          | 57     |         |
| 17   | Mona El-Hawary          | Egypte           | 14 | 20 | 17 |          | 51     |         |

## Finale
| Rang   | Naam             | Land             | Kwalificatie | Finale | Finale | Tiebreak brons | Noten |
| ------ | ---------------- | ---------------- | ------------ | ------ | ------ | -------------- | ----- |
| Goud   | Kim Rhode        | Verenigde Staten | 74           | 25     | 99     |                | =WR   |
| Zilver | Wei Ning         | China            | 68           | 23     | 91     |                |       |
| Brons  | Danka Barteková  | Slowakije        | 70           | 20     | 90     | 4              |       |
| 4      | Marina Belikova  | Rusland          | 69           | 21     | 90     | 3              |       |
| 5      | Chiara Cainero   | Italië           | 67           | 22     | 89     |                |       |
| 6      | Christine Wenzel | Duitsland        | 68           | 21     | 89     |                |       |